# جینی تاکدا
جینی تاکدا (انگلیسی: Janie Takeda؛ زادهٔ ۱۵ آوریل ۱۹۹۳) بازیکن سافت‌بال است.
وی در مسابقات کشوری و بین‌المللی در مجموع برندهٔ ۲ مدال نقره شده‌است.